# Thom Christopher
Thom Christopher (Queens (New York), 5 oktober 1940 – New York, 5 december 2024) was een Amerikaans acteur.

## Biografie
Christopher werd geboren in de wijk Jackson Heights van de borough Queens in New York. Hij studeerde af aan de Ithaca College in Ithaca (New York), en leerde het acteren aan de toneelschool Neighborhood Playhouse in New York.
Christopher begon in 1974 met acteren in de televisieserie The Edge of Night. Hierna heeft hij nog meerdere rollen gespeeld in televisieseries en films zoals Buck Rogers (1981), Loving (1993-1994), Guiding Light (1999-2002) en One Life to Live (1990-2008).
Christopher overleed op 5 december 2024 op 84-jarige leeftijd.

## Prijzen

### Daytime Emmy Awards
- 1994 in de categorie Uitstekende Acteur in een Bijrol in een Televisieserie met de televisieserie Loving – genomineerd.
- 1993 in de categorie Uitstekende Acteur in een Bijrol in een Televisieserie met de televisieserie One Life to Live – genomineerd.
- 1992 in de categorie Uitstekende Acteur in een Bijrol in een Televisieserie met de televisieserie One Life to Live – gewonnen.

### Soap Opera Digest Awards
- 1993 in de categorie Uitstekende Acteur in een Bijrol in een Televisieserie met de televisieserie One Life to Live – genomineerd.
- 1992 in de categorie Uitstekende Acteur in een Schurkenrol in een Televisieserie met de televisieserie One Life to Live – genomineerd.

## Filmografie

### Films
Uitgezonderd korte films.
- 2017 ADDicted - als Elliot Handle
- 2007 The Warrior Class – als rechter Kaye
- 2006 They're Just My Friends – als Rocky
- 2004 Tempting Adam – als Ted Heller
- 2003 Nola – als Niles
- 2002 Bridget – als Art
- 2001 Jackie, Ethel, Joan: The Women of Camelot – als Aristotle Onassis
- 2001 Peril – als dr. Koosman
- 1999 The Stranger – als Steve
- 1996 Blood and Wine – als juwelier
- 1990 Street Hunter – als Wellman
- 1988 Deathstalker and the Warriors from Hell – als Troxartas
- 1988 Andy Colby's Incredible Adventure – als Space Raider
- 1986 Betrayed by Innocence – als Evan Brill
- 1985 Wizards of the Lost Kingdom – als Shurka
- 1983 Space Raiders – als vluchtleider
- 1981 Hellinger's Law – als Bill Rossetti
- 1980 S+H+E: Security Hazards Expert – als Eddie Bronzi
- 1979 Firepower – als gast
- 1979 Voices – als Paul Janssen

### Televisieseries
Uitgezonderd eenmalige gastrollen.
- 1990 – 2008 One Life to Live – als Carlo Hesser – 23 afl.
- 1999 – 2002 Guiding Light – als kolonel Dax – 2 afl.
- 1981 Buck Rogers – als Hawk – 11 afl.
- 1976 Kojak – als kapitein Juan Vida - 2 afl.
- 1974 The Edge of Night – als Noel Douglas - ? afl.

- Biblioteca Nacional de España: XX1735016
- Gemeinsame Normdatei: 1062137744
- International Standard Name Identifier: 0000 0000 6088 9367
- Virtual International Authority File: 87512414
- WorldCat: E39PBJyxkQJtgf88qhp93yH3cP